# ورق لف السجائر
ورق لف السجائر هو هو نوع من أنواع الورق المخصص لعمل السجائر (سجائر ذات فلتر مصنعة تجاريا أو صنعها الشخص المدخن بذاته باستخدام التبغ السائب).عادة ما يتم طي أوراق اللفائف داخل علبة مصنوعة من الورق المقوى. أيضا يشير مصطلح”الفارغ” إلى أن الورق عبارة عن لوحة فارغة يمكن للمتسخدم إضافة التبغ أو القنب عليها. يمكن أن تأتي مع العديد من النكهات. تستخدم أوراق لف السجائر بشكل شائع في لف سجائر القنب.

Filter cigarette:

1. مرشح السجائر
2. تقليد ورقة طرف الفلين
3. ورق سجائر
4. التبغ
5. Capsule (optional, not shown) كبسولة
6. حبر (غير ظاهر)
7. Glue (غير ظاهر)

## التاريخ

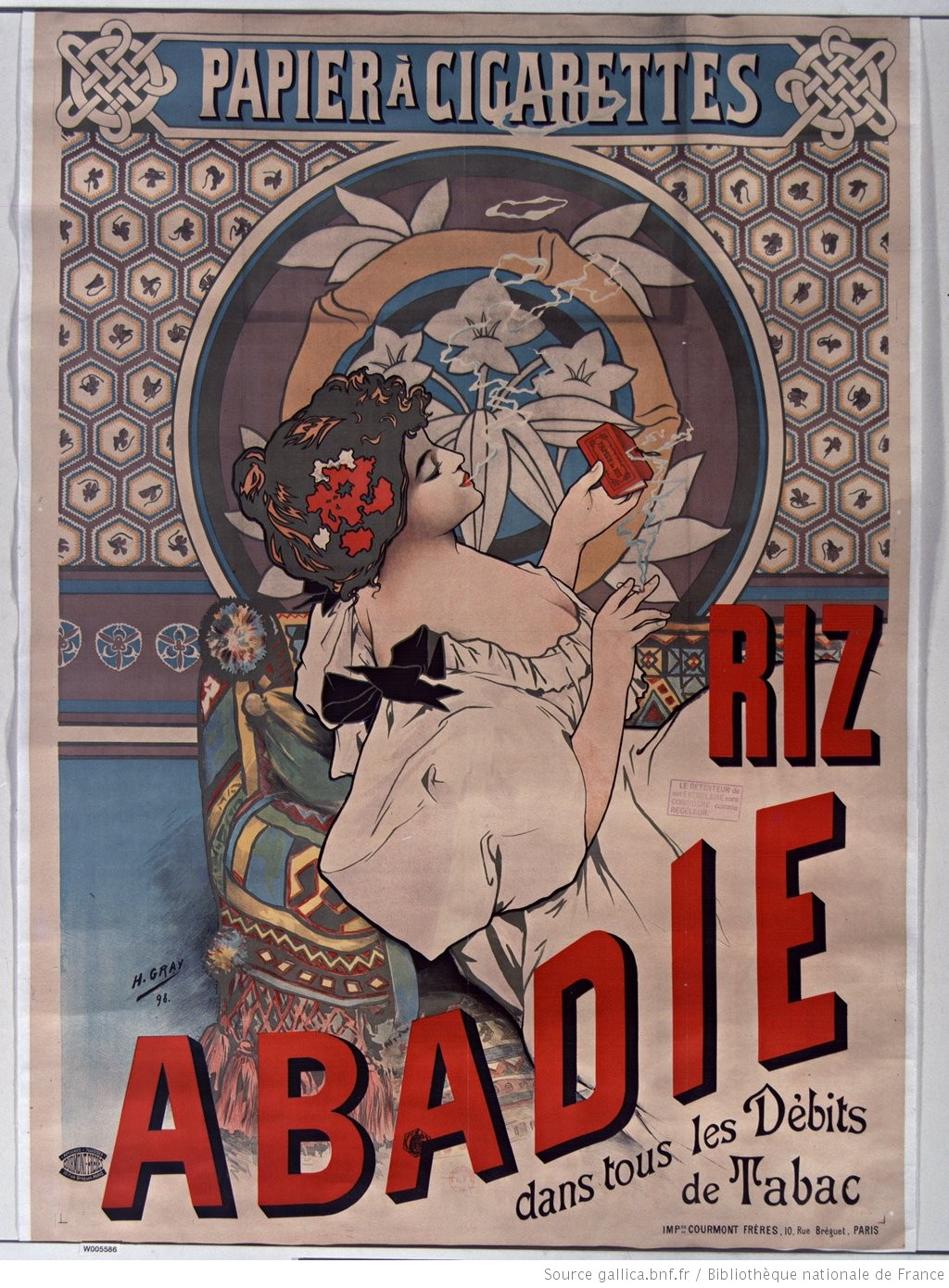
ملصق إعلان ورق السجائر الفرنسي عام 1898

اصبحت اوراق لف السجائر معروفة في النصف الثاني من القرن التاسع عشر,حيث حلت محل السجائر المكلفة. وبسبب ارتفاع اسعار السجائر.لقد كان يقوم المتسولون في أسبانيا بجمع اطراف السجائر من الطرقات وإعادة لفها مرة اخرى باستخدام قطع من الأوراق لاعادة استخدامها.
خلال حرب القرم اصبحت هذه العادة اكثر انتشارا وتعلم الجنود البريطانيون كيفية لف التبغ باستخدام الجرائد. وبسبب الاستخدام المتكرر للف السجائر أصبحت العادة هي لف السجائر، ولتغطية الاحتياجات ظهرت بعض الشركات المختصة بأوراق لف السجائرمثل: Pay-Pay, Smoking و Rizla.

## التركيب
تتكون من “الياف خرقة” الياف نباتية غير خشبية رفيعة وخفيفة الوزن مثل الكتان,القنب,سيزال,قش الأرز,حلفة. تتوفر على اشكال اسطوانية ومستطيلة بأحجام مختلفة,وهناك أيضا شريط لاصف رفيع على أحد جوانب الورقة.من الممكن أن تكون شفافة,ملونة وبنكهات مختلفة.تحتوي على نسبة عالية من الحشو وعلى وزن اساسي مقداره 10غ\م^2.للتحكم بخصائص التدخين,تحتوي هذه الورقة على مسامية مناسبة لنوع التبغ وتحتوي على اضافات لتنظيم الحرق. واحدة من الخصائص المهمة لهذه الورقة هي النفاذية ودورها الأساسي الفيزيائي هو تخفيف الدخان.من بين أنواع الحشو المستخدمة كربونات الكالسيوم للتأثير على النفاذية واللون,كربونات المغنيسيوم لتحسين لون الرماد أو أكسيد التيتانيوم للحصول على رماد ابيض بشكل خاص. طرطرات الصوديوم والبوتاسيوم (ملح سيجنيت)، سترات الصوديوم والبوتاسيوم تستخدم كمنظمات للاحتراق في اللفائف,والزيادة في معدلاتها ينجم عنها سرعة في احتراق الورقة. بولي (كحول الفينيل) في المحلول المائي يستخدم كمادة لاصقة للسجائر.
تعرف النفاذية بأنها مقياس لحجم الهواء المتدفق خلال مساحة معينة لورقة السجائر خلال زمن محدد.وتقاس بوحدات الكوريستا.العلامات التجارية الأمريكية المصنعة للسجائر لديها ورق بنفاذية ما بين 14 و 51 كوريستا.ينتج عن زيادة نفاذية ورق لف السجائر زيادة تخفيف الدخان مع الهواء. السجائر المقاومة للنار,تخفف من خطر الأحتراق بسبب التخلص غير الصحيح لبعض السجائر,مصنوعة من ورق خاص يحتوي على مركب بلاستيكي, الاثيلين خلات الفينيل.
اوراق اخرى مخصصة أيضا لمنتجات التبغ:
- ورق فلين مقلد,ورق ملون اصفر بني يستخدم لأنتاج اطراف السجائر.تحتوي على بصمة من الفلين المقلد وتربط الفلتر بعصا التبغ.
- هو نوع مخصص من الورق يغطي المادة المصنع منها الفلتر,ويستخدم في انتاج فلاتر الخلات او السليلوز.تكون مغطاة هذه الورقة باستخدام كحول البولي فينيل.[6]
- ورق غلاف السجاير يثبت التبغ المفروم مع بعضه البعض ويعمل كغلاف داخلي.

## الاستهلاك
الولايات المتحدة الامريكية

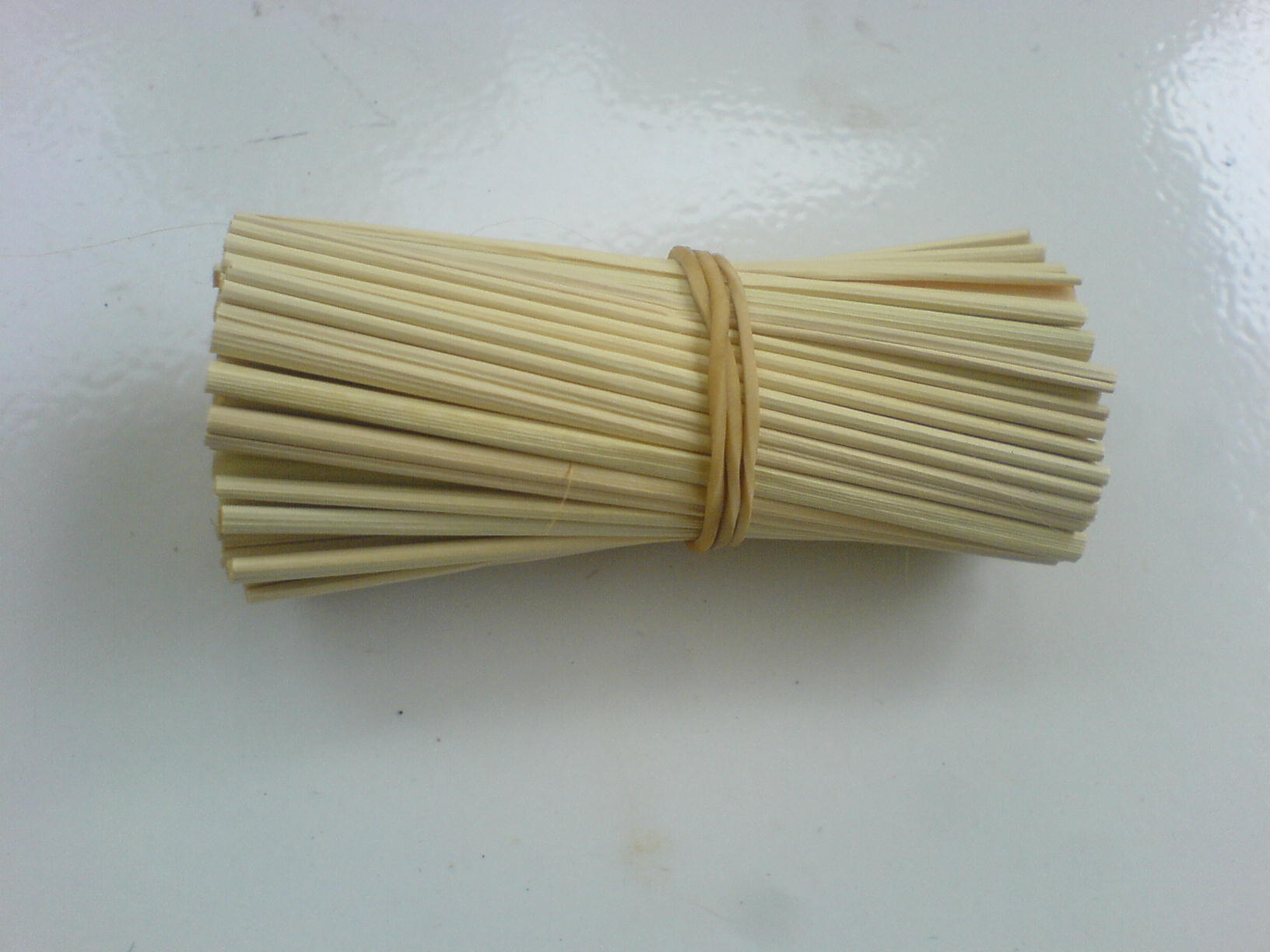
Nypa fruticans ورق لف من أوراق نيبا فروتيكانس

في عام 2008,أطلقت مجلة “Tobacconist” ان صناعة السجائر باستخدام الاوراق هو القطاع الأسرع نموا. يقدر بنسبة 2-4%من المدخنين في الولايات المتحدة الامريكية يقومون بصناعة سجائرهم باستخدام اوراق لف السجائر.العديد من المدخنين تحولوا بالاستجابة الى ارتفاع الضرائب على السجائر المصنعة.
كندا
عام 2000 دراسة من الحكومة الكندية قدرت بان 9%من مدخنين كندا يستعملون اوراق لف السجائر للتدخين”احيانا او في بعض الاحيان”,واكثر من 90%من اوراق لف السجائر التي تباع في كندا تستخدم لاستهلاك التبغ.هناك دراسة في عام 2009 أظهرت أن قرابة 925000 كندي يقومون بلف سجائرهم بأنفسهم.
المملكة المتحدة
بحسب جابي الضرائب,استخدام اوراق لف السجائر قد شهدت ارتفاعا الى ما نسبته 175% في عام 2007 لان المدخنين كانوا يبحثون عن بدائل اقل تكلفة و للتحكم في حجم التدخين. أقرت خدمة الصحة الوطنية بان استخدام اوراق لف السجائر قد تضاعف منذ عام 1990,من 11% الى 24%.العديد من المدخنين يصدقون بأن السجائر المفلوفة باستخدام اليد اقل ضررا.
وايضا من الممكن ان تكون سبب هذه الزيادة هو الارتفاع الحاد في الاسعار منذ اوائل عام 1990 حتى يومنا هذا.
تايلاند
في تايلاند تجاوزت نسبة المدخنين الذين يستخدمون الأوراق على السجائر المصنعة;
نيوزلندا
أقرت وزراة الصحة في نيوزلندا عام 2005بأن:”أن نسبة المستخدمين للفائف السجائر بالنسبة لمستخدمين السجائر المصنعة قد ارتفعت في العقود الماضية.ربما انعكاس فروق الأسعار بين هذه المنتجات,وحاليا تقترب من 50%بشكل عام”.
الهند
بسبب ارتفاع اسعار السجائر سنة بعد سنة,اصبحت لفائف السجائر معروفة بين المدخنين الهنود.حيث لفائف الورق ولفائف التبغ يمكن الحصول عليها بسهولة ويمكن شرائها من أي محل عمومي في الهند.

## الضرائب
بسبب تحول المستخدمين الى لفائف السجائر أدى ذلك الى استجابة من بعض السلطات الضريبية.في الولايات المتحدة الامريكية يعد فرض الضرائب على اوراق التغليف في ولايات مثل انديانا وكنتاكي.
وضعت كنتاكي ضريبة بمقدار 0.25$ للعلبة الواحدة (أي بما يصل الى 32 ورقة ,أما العلب الأكبر فقد حددت ضريبة مقدارها 0.0078$ للورقة الواحدة) في عام 2006 بغض النظرعن شكاوى الشركات المصنعة. حسب قانون لويزيانا المعدل 47:338.261 يسمح بما يصل الى 1.25$ لكل علبة في متاجر التجزئة.

## انظمة

### الولايات المتحدة الامريكية
في عام 2011 اقرت ادارة الغذاء والدواء بان أي علامة تجارية (بما في ذلك العلامات الخاصة) للفائف اوراق السجائر المباعة في الولايات المتحدة يجب عليها ان تقدم مكوناتها وتحصل على موافقة من الوكالة او يجب ان تخرج من السوق بحلول شهر مارس من ذلك العام اذا لم يتم بيعها في الولايات المتحدة قبل فبراير.2007,15.